# Golffunctie
In de kwantummechanica is de golffunctie de beschrijving van een kwantumtoestand van een systeem. Aangezien de toestand van een subatomair deeltje, zoals de positie, de snelheid of de spin volgens deze theorie niet strikt vastligt, maar een zekere kansverdeling heeft om bepaalde waarden aan te nemen, wordt de toestand van een deeltje beschreven met een complexe functie, de golffunctie,waarmee de kans of de kansdichtheid bepaald kan worden het deeltje in een bepaalde toestand aan te treffen. Die kans of die kansdichtheid is het kwadraat van de modus van de golffunctie van dat deeltje op dat punt in de toestandsruimte. De golffunctie van een systeem of deeltje wordt meestal aangeduid met de Griekse hoofdletter {\displaystyle \Psi } (psi). 
Golffuncties voor deeltjes zijn de oplossingen van de schrödingervergelijking. Het probleem is dat deze vergelijking alleen voor zeer eenvoudige gevallen kan worden opgelost; voor situaties waarbij meer dan twee deeltjes een rol spelen moeten benaderingen worden gemaakt. Deze benaderingen zijn echter nog steeds zeer waardevol en hebben een grote voorspellende waarde.

## Deeltjes in een doosje?
Als de bewegingsvrijheid van een deeltje wordt beperkt, resulteert de schrödingervergelijking in een aantal staande golven die door het deeltje als golffunctie kunnen worden gebruikt. Elk van die staande golven correspondeert met een energieniveau: over het algemeen geldt dat hoe hoger de orde van de staande golf, hoe hoger de energie die hoort bij die golffunctie. Aangezien de natuur altijd streeft naar een zo laag mogelijke vrije energie, is er slechts een beperkt aantal staande golven beschikbaar voor een opgesloten deeltje (zie hiervoor de Wet van Boltzmann).

## Elektronen in een atoom
Het bovenstaande heeft belangrijke gevolgen voor de opbouw van een atoom. Als een elektron met zijn negatieve lading ingevangen wordt rond de positieve kern, is dat in feite een vorm van opsluiting. Het elektron kan als gevolg daarvan slechts kiezen uit een beperkt aantal trillingswijzen. Deze heten orbitalen of elektronenbanen. Ze kunnen beschreven worden aan de hand van hun patroon van buiken en knopen:
- s-functies zijn bolvormig zonder horizontaal of verticaal knoopvlak.
- p-functies hebben één knoopvlak door de oorsprong. Dit kan op 3 verschillende manieren en er zijn dus 3 verschillende p functies: px, py en pz genoemd.
- d-functies hebben twee knoopvlakken door de oorsprong die loodrecht op elkaar staan. Dit kan op 5 verschillende manieren.
- f-functies hebben drie loodrecht op elkaar staande knoopvlakken door de oorsprong. Dit kan op 7 verschillende manieren.

(Er zijn nog hogere functies die met g,h,i,j, enz aangegeven worden, maar die komen in de praktijk alleen voor in de atoomopbouw van heel zware atomen).
Elk van de typen kan naast de genoemde vlakken nog radiële knoopvlakken hebben. Het totaal aantal knoopvlakken plus een wordt voor de naam van de functie gezet, zo heeft een 3pz-functie een knoopvlak loodrecht op de Z-as door de oorsprong, en een enkel radieel knoopvlak.
Elk paar van functies zoals deze hier zijn beschreven is orthogonaal, dat wil zeggen dat de integraal van het product van elke twee verschillende genoemde functies over de ruimte nul is.

## Tunneling
Een andere eigenschap van golffuncties is dat ze continue functies zijn. Met andere woorden: het is niet mogelijk dat er sprongen in de waarde van de golffunctie zitten. Als er een hoge energiebarrière is waar een deeltje niet doorheen kan, dan zal in die barrière de golffunctie heel snel (exponentieel) naar nul afvallen, maar niet ineens nul zijn. Het effect is dat zelfs in de barrière de golffunctie een waarde heeft, en dat er dus een mogelijkheid is dat het deeltje in de barrière wordt aangetroffen. Als de barrière erg dun is, is het zelfs mogelijk dat het deeltje van de ene kant naar de andere kant gaat. Dit effect heet tunneleffect of tunneling, en kan inderdaad worden waargenomen. In scanning tunneling microscopie wordt van dit effect gebruikgemaakt.